# بووک (زاکسونی)-آنهالت
بووک (زاکسونی)-آنهالت (به آلمانی: Boock) یک منطقهٔ مسکونی در آلمان است که در التمارکیسچ هول واقع شده‌است. بووک ۳۰۱ نفر جمعیت دارد.